# Flow Anime Best
Microcosm è la terza raccolta del gruppo musicale giapponese j-pop Flow, pubblicato il 16 giugno 2010 dalla Ki/oon Records. L'album contiene tutti i brani del gruppo utilizzati nella colonna sonora di anime. Il disco ha raggiunto la quinta posizione degli album più venduti in Giappone.

## Tracce
1. GO!!!
2. DAYS
3. Realize
4. Re:member
5. COLORS
6. WORD OF THE VOICE
7. WORLD END
8. SUMMER FREAK
9. Sign
10. CALLING
11. 1/3 no Junjou na Kanjou (1/3の純情な感情) (Bonus Track)
12. FLOW ANIME OP ED Size Special Collection (Bonus Track)
13. FLOW -2 ANIMEny DJ's MEGAMIX- (Bonus Track)
14. METAL BLADE HIGH-SCHOOL (Bonus Track)